# تعليم معكوس
التعليم المقلوب (بالإنجليزية: Flipped Learning) (أو قلب واقع الفصل الدراسي) هو شكل من أشكال التعليم المدمجٍ الذي يشمل استخدام التكنولوجيا للاستفادة من نقل المحاضرات الدراسية خارج الفصول الدراسية، وتغيير طريقة التعلم داخل الفصول الدراسية، بحيث يمكن للطلاب قضاءالمزيد من الوقت في التفاعل مع الطلاب تحت إشراف وتوجية المعلم. وهذا يتم بشكل أكثر شيوعًا باستخدام الفيديوهات التي يقوم بإعدادها المدرس والتي يشاهدها الطلاب خارج الأوقات الدراسية في الفصول. ويُعرف أيضًا باسم الفصل الدراسي الخلفي والتعليم العكسي وعكس الفصل الدراسي والتدريس العكسي.
```
وقد تم تعريف التعليم المقلوب من قبل (
Flipped Learning Network
,2017)على أنه:
```

نموذج تعليمي يقوم بتغيير طريقة التدريس المباشرة من البيئة التعليمية الجماعية إلى البيئة التعليمية المفردة والتي تؤهل الطالب وتساعده على الاندماج في البيئة التعليمة الفعالة داخل الفصل، والتي يكون دور المعلم فيها هو ارشاد الطلاب لتطبيق وممارسة ما تعلموه خارج الفصل في البيئة التعليمة المفردة والاندماج في الأنشطة الجماعية داخل الفصل.
لقد كان النمط التقليدي للتدريس هو تكليف الطلاب بقراءة قسم من كتاب مدرسي عقب اليوم الدراسي، لتتم مناقشته في اليوم التالي في الفصل. ويتم بعد ذلك إعطاء الطالب واجبًا للتقييم كواجب منزلي لإثبات إتقانه للموضوع. وفي نظام التعليم المعكوس، يقوم الطالب أولاً بدراسة الموضوع من تلقاء نفسه، عادة باستخدام دروس عبر الفيديو يتم إعدادها من قِبل المدرس أو مشاركتها من قِبل مدرس آخر، مثل تلك الفيديوهات المتاحة من قِبل أكاديمية خان.هناك طريقة أخرى لإنشاء محتوى الدورة وهي التنسيق من الموارد عبر الإنترنت. وفي الفصل، يحاول التلميذ بعد ذلك تطبيق المعرفة من خلال حل المسائل والقيام بالأعمال التطبيقية. ويتمثل دور المعلم في الفصل بعد ذلك في توجيه الطالب عندما يواجه صعوبة ما بدلاً من القيام بتدريس الدرس الأولي. وهذا يتيح وقتًا داخل الفصل يمكن استخدامه للأنشطة التعليمية الإضافية، ؛ بما في ذلك استخدام التلقين المتمايز والتعليم القائم على المشروعات.
والتعليم المعكوس يتيح وقتًا أكبر للتعليم العملي مع توجيه المدرس للطلاب، الأمر الذي يتيح لهم مساعدة الطلاب على استيعاب المعلومات وخلق أفكار جديدة (النهاية الأسمى لتصنيف بلوم).

## نبذة تاريخية
بعض أولى الأعمال في هذا المجال تمت من قِبل إيريك مازور (Eric Mazur) في هارفارد، الذي ابتكر نموذج التعليم بالأقران في تسعينيات القرن الماضي. ووجد الأستاذ مازور أن التعليم بمساعدة الحاسوب أتاح له التدريب بدلاً من إلقاء المحاضرات، وقد كتب “ونتيجة لذلك، يمكنني أنا والمدرسين المساعدين معالجة العديد من المفاهيم الخاطئة الشائعة التي من الممكن أن تستمر في النماذج الأخرى دون كشفها.” وأضاف، “أعتقد إننا نشهد مجرد بداية لعملية وسوف يصبح الكمبيوتر قريبًا جزءًا لا يتجزأ من التعليم. ولن تحل أجهزة الكمبيوتر محل المدرسين، ولكنها بالتأكيد سوف تزودهم بأداة حيوية هامة لتحسين جودة التعليم.”
ونشر مورين لارج (Maureen Lage) وغلين بلات (Glenn Platt) ومايكل تريجليا (Michael Treglia) الورقة البحثية “Inverting the Classroom: A Gateway to Creating an Inclusive Learning Environment” (قلب نظام الفصل الدراسي: مدخل لخلق بيئة تعليمية شاملة) عام 2000. وقد ناقشوا التعليم المعكوس (الذي يُسمى «التدريس المقلوب» أو «الفصل الدراسي المعكوس») في مقررات دراسية تقديمية في جامعة ميامي. وأكد المؤلفون على كيف أن التعليم المعكوس أتاح تلقينًا متمايزًا لاستيعاب مجموعة متنوعة من أنماط التعليم، على الرغم من عدم الإشارة إلى «التعليم المعكوس» و«التلقين المتمايز» بهذه الأسماء.
وقدم جي ويسلي بيكر (J. Wesley Baker) الورقة البحثية “The classroom flip: using web course management tools to become the guide by the side” (قلب نظام الفصل الدراسي: باستخدام أدوات إدارة المقرر الدراسي عبر الويب لتصبح الدليل) عام 2000 في المؤتمر الدولي الحادي عشر حول التدريس والتعليم الجامعي. وقد تم الاستشهاد مرات عديدة بعبارة «كن دليلاً على الجانب» بدلاً من «الحكيم على المسرح» - شعار حركة قلب نظام الفصول المدرسية. وفي هذا الإطار، يقدم بيكر نموذج قلب نظام الفصول الدراسية حيث يستخدم فيه المدرسون أدوات ويب وبرامج إدارة المقررات عبر الويب لتقديم التعليم عبر الإنترنت في حين يقوم الطالب بتقييم «الواجب المنزلي». وفي الفصل الدراسي، يكون لدى المدرسين الوقت الكافي للتعمق أكثر مع الأنشطة التعليمية الفعالة والجهود التعاونية مع طلاب آخرين.

## استراتيجيّة الصفّ المقلوب
من الاستراتيجيّات التي تحقّق ما يصبو إليه التربويّون في العمليّة التعليميّة استراتيجيّة التعليم المقلوب حيث شهدت انتشارًا كبيرًا في العديد من دول العالم. وتمّ تطبيقها في جميع المراحل التعليميّة كأداة لحلّ المشكلات التي تواجه عمليّتي التعليم والتعلّم؛ حيث اعتمدت تغيير الأدوار التقليديّة للطالب والمعلّم، وتغيير النشاطات التعليميّة التعلّميّة في كلّ من المنزل والفصول الدراسيّة، الأمر الذي يمكَّن المحاضرين والمدرّسين من إجراء مناقشات موسّعة حول المادّة الدراسيّة، ويبعدهم عن الطريقة التقليديّة القائمة على جهدهم في عرضها.
تستند استراتيجيّة الصفّ المقلوب على نظريّات التعلّم الحديثة والمداخل البنائيّة التي ترى أنّ التعلّم عمليّة نشطة، وأنّ المعرفة لا يمكن تلقّيها من الخارج، وأنّ المتعلّمين ناشطون وليسوا سلبيّين، قادرون على التعلّم المستقلّ ذاتيّا للخبرة الجديدة، حيث يبنون معارفهم الشخصيّة من خلال خبرتهم الذاتيّة في التعلّم. إلّا أنّهم بحاجة للتوجيه والتغذية الراجعة بمشاركة كلّ من المعلّم والأقران لتوظيف كلّ ما تعلّموه للوصول إلى الإتقان.
 وتعدُّ بداية الصف المقلوب في العام 2006م، على يد إثنين من مُعلِّمي الكيمياء في منطقة كولورادو بالولايات المتحدة الأمريكية؛ وهما: جوناثن برجمان (Jonathen Bergman)، وآرسون سام .(Arson Sam) وغالبا ما يُشار إليهما بروَّاد “التعليم المقلوب”، وكانتْ بدايتهما بعد أنْ بدأ القلق يُساورهما بسبب كثرة تغيُّب الطلاب عن الحصص لمشاركتهم في مسابقات ومهرجانات في مناطق تَسْتَدعي السفر؛ مما دَعَاهما لاستخدام تسجيلات الفيديو الحيَّة لتسجيل المحاضرات ونشرها على موقع يوتيوب؛ لمساعدة الطلاب في الوصول للمادة العلميّة بسهولة.
 ويتمحور الصفّ المقلوب كما ذكر سابقا حول المتعلّم الذي هو مركز التعلّم، حيث يوفّر له فرصة للتعلّم بالممارسة، مستخدما تقنيّات الاتّصال الحديثة، فيقوم بمشاهدة فيديوهات تعليميّة قصيرة في البيت، لجعل عمليّة التعلّم التقليديّة التي تتمّ داخل الصفّ الدراسيّ تحدث خارجه، بينما ينشغل المعلّم وقت الحصّة بتوفير بيئة تعلّم تفاعليّة نشطة يتمّ فيها توجيه الطلبة وتطبيق ما تعلّموه ، وتوفير فرص التفاعل مع المتعلّمين وتشجيعهم على المشاركة التفاعليّة. بالإضافة إلى الاستفادة من الوظائف البيتيّة المتضمّنة بمحاضرات الفيديو والتي تساهم في تقديم تغذية راجعة تصحيحيّة لكلّ طالب على حدة، ممّا يتيح الفرصة أمام المعلّم وقت الحصّة للتركيز على نقاط الضعف لدى التلميذ، وتوضيح الصعوبات التي واجهتهم أثناء استعراضهم للمحاضرات المسجّلة.
 ويعتبر هذا النوع من التعلّم أحد أهمّ الحلول الحديثة الفعّالة القائمة على استخدام التقنيات الحديثة في معالجة الضعف العامّ للتعليم التقليديّ وتنمية المهارات عند المتعلّمين  بحيث يجمع بين أكثر من أسلوب وأداة سواء أكانت إلكترونيّة أم تقليديّة لتقديم نوعيّة جديدة من التعلّم تناسب خصائص التلاميذ واحتياجاتهم وفق المنهاج الدراسيّ والأهداف التعليميّة التي يسعى لتحقيقها.
 وهو ما يناسب الجيل الجديد من التلاميذ المعروف بما يسمّى بجيل الألفيّة أو جيل الرقميّين، الجيل الأكثر استخدامًا لوسائل الاتّصال الحديثة ، التي تمكّنهم من الوصول إلى الموادّ الدراسيّة ومطالعتها حسب الزمان والمكان المناسبين، كبديل عن الطرق التقليديّة في العمليّة التعلّميّة، ممّا قد يسهم في جذب اهتمامهم بشكل أكبر نحو التعليم والتعلّم والبحث الدائم عن المعلومات.
 إنّ التعليم المقلوب يتيح وقتًا أكبر لتوفير أنشطة تفاعليّة وتعاونيّة تركّز على المهارات الابتكاريّة والاستقصاء مع الأخذ بعين الاعتبار فروق التلاميذ الفرديّة ، فيتحوّل التلميذ إلى باحث عن مصادر معلوماته ممّا يعزّز التفكير الناقد والتعلّم الذاتيّ وبناء الخبرات ومهارات التواصل والتعاون بين التلاميذ، وبالمقابل فإنّ المعلّم يقوم بتوجيه وتحفيز التلاميذ ويبني علاقات قويّة فيما بينهم.  